# Mordechai Hod

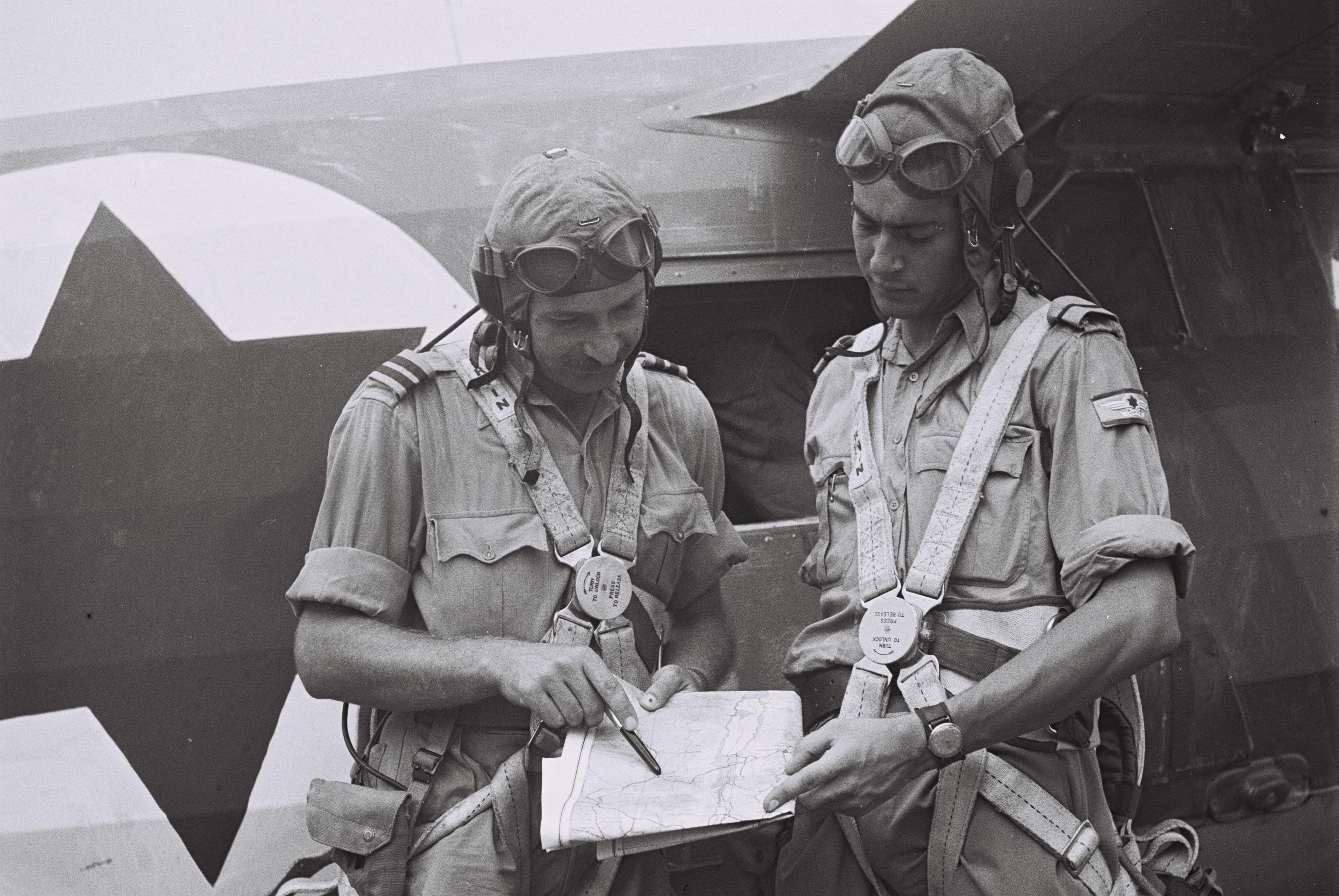
Mordechai Hod (links), 1949

Mordechai „Motti“ Hod (hebräisch מרדכי הוד; * 28. September 1926 im Kibbutz Degania; † 29. Juni 2003 in Tel Aviv) war ein israelischer Generalmajor und Luftfahrtunternehmer. Er war von 1966 bis 1973 Chef der Israelischen Luftwaffe und von 1977 bis 1979 Vorstandsvorsitzender der Fluggesellschaft El Al.

## Leben
Hod wurde im Britischen Mandatsgebiet für Palästina geboren und studierte Agrarwissenschaften. 1944 trat er als Fahrer in die Jüdischen Brigade der British Army ein und diente im alliierten Italienfeldzug. Nach dem Ende des Zweiten Weltkriegs wurde er Mitglied der Hagana, einer jüdischen paramilitärischen Untergrundorganisation. Aufgrund seiner Beteiligung bei der Alija Bet wurde er zeitweise von den Briten inhaftiert. Danach absolvierte er in der Tschechoslowakei erfolgreich einer Pilotenausbildung. Er überführte Ende 1948 mit anderen Piloten Jagdflugzeuge der Typen Avia S-199 und Spitfire nach Israel, wo sie Verwendung in der neugegründeten israelischen Luftwaffe fanden. Hod erlernte danach das Fliegen neuartiger Düsenjets in Großbritannien und nahm als Pilot an zahlreichen Missionen, u. a. in der Suezkrise, teil. Ab 1960 wurde er Operationsleiter im Stab der Luftstreitkräfte.
Im April 1966 übernahm Hod die Führung der IAF. Er führte sie auch während des Sechstagekriegs im Juni 1967, in dem es seinen Fliegerverbänden gelang, große Teile der ägyptischen Luftwaffe am Boden zu zerstören. Der Krieg endete schließlich mit einem Sieg Israels. Während des Abnutzungskriegs zerstörte seine Luftwaffe große Teile des nördlichen Kanalsektors auf der Sinai-Halbinsel. Er beendete seine militärische Karriere im Mai 1973 und wurde in seinem Amt von Benjamin Peled beerbt.
1975 gründete Hod das Frachtflugzeugunternehmen CAL Cargo Airlines und wechselte 1977 als Präsident zum Luftfahrtkonzern El Al. 1995 erlangte er einen Doktortitel in Business Management an der Pacific Western University in Los Angeles. Zuletzt war er bei Israel Aerospace Industries tätig.
Mordechai Hod starb am 29. Juni 2003. Er war mit seiner Frau Penina Hod, die ebenfalls in der IAF diente, verheiratet und hatte drei Kinder.